# Donald Gibb
Pour les articles homonymes, voir Gibb.
Donald Richard Gibb (né le 4 août 1954), parfois surnommé Don Gibb, est un acteur américain, connu pour ses rôles en tant que grand frère de la fraternité obscure Ogre, dans plusieurs épisodes de la série de films les Tronches, comme Ray Jackson dans Bloodsport et comme Leslie "Dr Death" Krunchner sur la sitcom HBO 1st & Ten (en).

## Biographie
Donald Gibb a grandi en Californie et a fréquenté l'école secondaire Notre Dame à Sherman Oaks, en Californie. Après avoir obtenu son diplôme, il s'est rendu à l'Université du Nouveau-Mexique grâce à une bourse de basket-ball, où il a rejoint la fraternité Phi Delta Theta. Il a ensuite été transféré à l'Université de San Diego pour jouer au football. Don Gibb a joué au basketball pour l'équipe universitaire de l'Université de San Diego. Gibb a brièvement joué pour les Chargers de San Diego avant de se tourner vers le théâtre, en commençant par de petits rôles non crédités dans Les Bleus et Conan le Barbare.
Gibb est surtout connu pour son personnage d'Ogre décrit d'abord dans la série de films  Les Tronches. Tirant la bière d'un trophée, jetant les nerds des bâtiments de la fraternité et participant à des concours éructifs, Gibb a joyeusement mis en scène ses années universitaire. En 2018, Gibb rejoint Robert Carradine et Andrew Cassese (en) dans une interview pour le Niagara Falls Comic Con.
L'autre rôle récurrent de Gibb était une série de rôles d'arts martiaux. En tant que concurrent américain nommé Ray Jackson, il a joué aux côtés de Jean-Claude Van Damme dans Bloodsport, et seul dans Bloodsport 2 en 1996. Gibb est apparu dans plus de 25 films dont Jocks et Amazon Women on the Moon. Par la suite, on l'a vu dans un bref rôle dans le film Hancock, mettant en vedette Will Smith. Gibb a gagné en notoriété sur les 1st & Ten (en) de HBO sous le nom de Leslie 'Dr Death' Krunchner, un secondeur au football américain. Gibb a joué le rôle de 1984 à 1991, faisant de lui l'un des rares membres des fictifs Californians Bulls à durer sept ans. Après, il a joué le Scab motard analphabète sur 1992 Fox sitcom Stand by Your Man (en), avec Melissa Gilbert et Rosie O'Donnell, et a joué de petits rôles dans Quantum Leap, MacGyver, Magnum, Notre belle famille, Cheers, Le Rebelle, X-Files et l'Agence tous risques.
Gibb est le porte-parole et le copropriétaire du bar de Chicago Trader Todd's, via lequel Gibb commercialise la bière Ogre, du nom de son personnage emblématique de Les Tronches,.

## Filmographie

### Cinéma
1977 : doux,dur et dingue : un garde du corps
- 1982 : Conan le barbare : Un garde (non crédité)
- 1984 : Les Tronches : Ogre
- 1984 : Meatballs Part II : Mad Dog
- 1985 : Lost in America : Ex-détenu
- 1985 : Transylvania 6-5000 : Wolfman
- 1986 : Jocks (en) : Ripper
- 1987 : Cheeseburger film sandwich : Pirate
- 1987 : Les Tronches 2 : Ogre
- 1987 : They Still Call Me Bruce (en) : L'Exécuteur
- 1988 : Bloodsport : Jackson
- 1991 : Missing Pieces (en) : Hurrudnik
- 1993 : Breakfast of Aliens : Darrell
- 1994 : Magic Kid 2 : Luther
- 1995 : Savate : Jake
- 1996 : American Tigers (de) : Dan Storm
- 1996 : Bloodsport 2 : Ray 'Tiny' Jackson
- 1997 : High Voltage (en) : Gérant de bar (non crédité)
- 1998 : U.S. Marshals : Mike Conroy
- 1999 : Durango Kids (en) : Morris
- 2002 : The Biggest Fan : Manager
- 2003 : Grind : Scabby Security Guy
- 2004 : Lightning Bug (en) : Oncle Marvin
- 2005 : Window Theory : Judson
- 2006 : 8 of Diamonds : Big Mike
- 2008 : Hancock : Détenu

### Télévision
- 1982-1983 : Magnum : Condley Willard / Harms (2 épisodes)
- 1983 : Alice : Moose (1 épisode)
- 1983 : L'Agence tous risques : Deke Billings (1 épisode)
- 1983 : Le Juge et le Pilote : Johnson (1 épisode)
- 1983 : Simon et Simon : Acolyte de Lebow's #2 (1 épisode)
- 1984 : K 2000 : Gibbs (1 épisode)
- 1985-1991 : 1st & Ten (en) : Leslie Dr. Death Crunchner (68 épisodes)
- 1985 : Benson (en) : Big Luther (1 épisode)
- 1985 : Droit de vengeance (Streets of Justice ) (téléfilm) : Road Rodent
- 1985 : Otherworld (en) : Motoface (1 épisode)
- 1987 : Drôle de vie : Wendell (1 épisode)
- 1987 : U.S. Marshals: Waco & Rhinehart (téléfilm) : Varela Leader
- 1989-1990 : Mes deux papas : Chuck / Officier Eugene (2 épisodes)
- 1989 : 227 (en) : Skullcrusher (1 épisode)
- 1990 : Dear John (en) : Frenchie (1 épisode)
- 1990 : Doctor Doctor : Sam (1 épisode)
- 1990 : Rick Hunter : Stryber (1 épisode)
- 1990 : They Came from Outer Space (en) : Mr. Geek (1 épisode)
- 1990 : Tribunal de nuit : Terry Benoon (1 épisode)
- 1991 : Amen : Cashmere (1 épisode)
- 1991 : MacGyver : Herman the German (1 épisode)
- 1991 : Sons and Daughters (en) : Slasher Martin (1 épisode)
- 1991 : True Colors (en) : Officer Johnson (1 épisode)
- 1992-1993 : Le Rebelle : Hog Adams / Cletus Hog Adams (2 épisodes)
- 1992 : Cheers : Tiny (1 épisode)
- 1992 : Code Quantum : Jeeters (1 épisode)
- 1992 : Stand by Your Man (en) : Scab (2 épisodes)
- 1993-1994 : La Maison en folie : Jake / Biker #1 (2 épisodes)
- 1993-1998 : Notre belle famille : Slasher / Moose (6 épisodes)
- 1993 : Daddy Dearest (en) : Détenu #2 (1 épisode)
- 1993 : Harry et les Henderson : Valentine (2 épisodes)
- 1993 : Hearts Afire (en) : Ray (1 épisode)
- 1993 : Le Juge de la nuit : Turner (1 épisode)
- 1993 : X-Files : Aux frontières du réel : Kip (1 épisode)
- 1994-1996 : Code Lisa : Biker / Chanteur / Rolph (3 épisodes)
- 1994 : Incorrigible Cory : Tony (1 épisode)
- 1994 : Muddling Through (en) : Bud (1 épisode)
- 1994 : Une mission d'enfer (en) (Midnight Runaround) (téléfilm) : Clyde
- 1995 : Kirk (en) : Biker (1 épisode)
- 1995 : Misery Loves Company (en) : Biker (1 épisode)
- 1995 : Murphy Brown : Détenu(1 épisode)
- 1995 : Seinfeld : Letter S(1 épisode)
- 1996 : Homeboys in Outer Space : Galdor (1 épisode)
- 1996 : Pacific Blue : Barger (1 épisode)
- 1996 : Unhappily Ever After : Spike (1 épisode)
- 1997 : Cooper et nous : Garde (1 épisode)
- 1997 : Sparks (en) : Fitch (1 épisode)
- 1998 : Beyond Belief: Fact or Fiction (en) : Gunnar / Trucker (2 épisodes)
- 1998 : Des jours et des vies : Leader (3 épisodes)
- 1999 : Arliss : Jake's Father (1 épisode)
- 2000 : Demain à la une : Odessa 'Stumpy' McNeil (1 épisode)
- 2000 : Les Dessous de Veronica : Spaz (1 épisode)
- 2000 : Secret Agent Man : Buff Bobby Barnett (1 épisode)
- 2000 : Steve Harvey Show : Tiny (1 épisode)
- 2001 : Black Scorpion : Smash Clone #1 (1 épisode)
- 2001 : Philly : Mickey Horvath (1 épisode)
- 2002 : Spy Girls : Scarface (1 épisode)
- 2003 : Les Feux de l'amour : Worm (2 épisodes)
- 2007 : The Fantastic Two (mini-série) : Psycho
- 2011 : Secret Mountain Fort Awesome (en) : Voix additionnelles (1 épisode)